# Urbain Jean Faurie
 (avril 2019).
Si vous disposez d'ouvrages ou d'articles de référence ou si vous connaissez des sites web de qualité traitant du thème abordé ici, merci de compléter l'article en donnant les références utiles à sa vérifiabilité et en les liant à la section « Notes et références ».
Pour les articles homonymes, voir Faurie.
Urbain Jean Faurie, né le 1er janvier 1847 à Dunières et mort le 4 janvier 1915 à Formose, est un prêtre et un botaniste français.

## Biographie
Urbain Faurie est atteint dans sa petite enfance d'une surdité chronique qui est guérie par l'intercession de saint François Régis. Il entre au petit séminaire de Monistrol. Il devient membre de la Société des missions étrangères en 1869 et est ordonné prêtre en 1873. Il s'embarque pour la mission du Japon le 2 juillet 1873. Il part d’abord enseigner à Tōkyō au collège ecclésiastique fondé récemment par Mgr Petitjean, puis à Niigata. Ensuite il retourne à Tokyo, à Asakusa et à son orphelinat, puis à Hakodaté en 1882. C'est cette année-là qu'il commence ses collections botaniques. En 1889, il devient correspondant du Muséum national d'histoire naturelle dont le siège est à Paris et où Adrien Franchet étudie ses collections, et il commence à envoyer ses échantillons. Tout au long de sa carrière missionnaire, le R. P. Faurie envoie de nombreux échantillons du Japon, de Corée,, d'Hawaï et de Formose dans les grands herbiers d'Europe et d'Amérique.

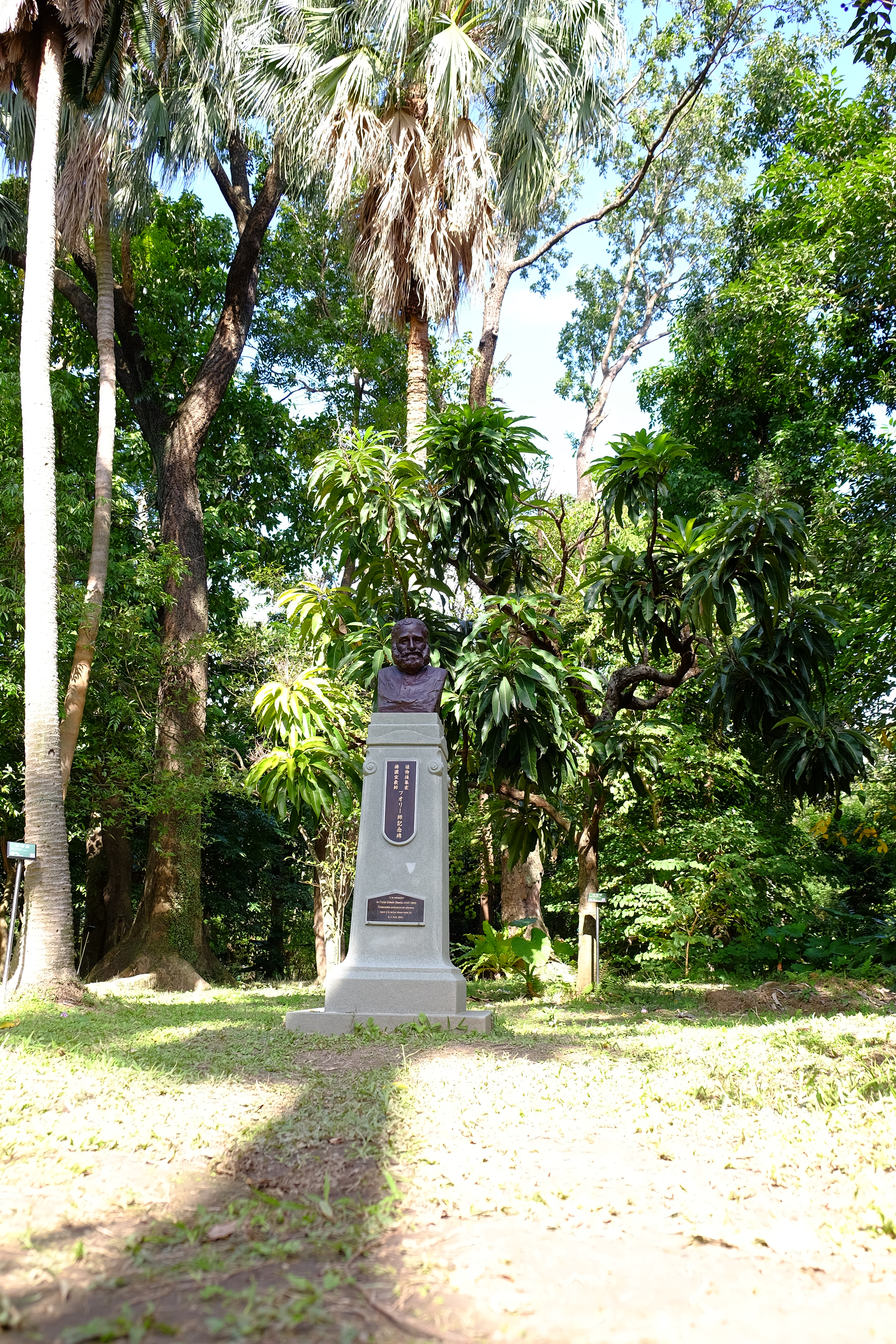
Statue de Urbain Jean Faurie au Jardin Botanique de Taïpei2017

Il parcourt de 1889 à 1894 le département d'Aomori, le Hokkaido, les îles Kouriles et Sakhaline. En 1894 et jusqu'au début de 1896, il prend un congé de santé en France, puis à partir de 1896, il s'installe en résidence à Aomori (où il achète un terrain grâce à ses revenus) dont il fait un centre d'apostolat et de recherches scientifiques en botanique. En 1911, grâce à un don d'un Américain, il y fait construire une chapelle dédiée à Notre-Dame des Victoires. En 1914, il effectue une seconde expédition à Formose.
Il meurt d'une congestion cérébrale soudaine à Taihoku, alors qu'il était en visite chez les pères dominicains.